# ウイジェ州
ウイジェ州（ウイジェしゅう、ポルトガル語: Província do Uíge）とはアンゴラの州である。62,500平方キロメートルの面積を擁し、人口は約150万人である。州都はウイジェ。コーヒー、豆、キャッサバ、穀物、ピーナッツ、木綿、木材などが主要農産物である。銅、銀、コバルトなどが重要鉱物資源である。
ウイジェ州はアンゴラの26年間に及ぶ内戦で最も被害を受けた地域の一つである。住民の大部分は離散し、インフラストラクチャーは深刻な打撃を受けている。
2004年10月初めから2005年にかけて、ウイジェ州はエボラ出血熱に良く似た熱病であるマールブルク熱発生の中心地となった。当時、統制下にあると思われる場所としてはあらゆる種類の出血熱の流行が世界最悪であると評されるほど、衛生状態が悪化していた。

## ムニシピオ
16のムニシピオに区分される。なおムニシピオの数は州の中では最も多い。
- アルト・クアレ（英語版）
- アンブイラ（英語版）
- ベンベ（英語版）
- ブエンガス（英語版）
- ブング（英語版）
- ダンバ（英語版）
- Maquela do Zombo
- Milunga
- ムカバ（英語版）
- ネガジェ（英語版）
- プリ（英語版）
- キンベレ（英語版）
- キテシェ（英語版）
- サンザ・ポンボ（英語版）
- Songo
- ウイジェ